# مارسل فسلر
مارسل فسلر (انگلیسی: Marcel Fässler؛ زادهٔ ۲۱ فوریهٔ ۱۹۵۹) ورزشکار بابسلد اهل سوئیس بود.